# Vacuna contra el herpes zóster

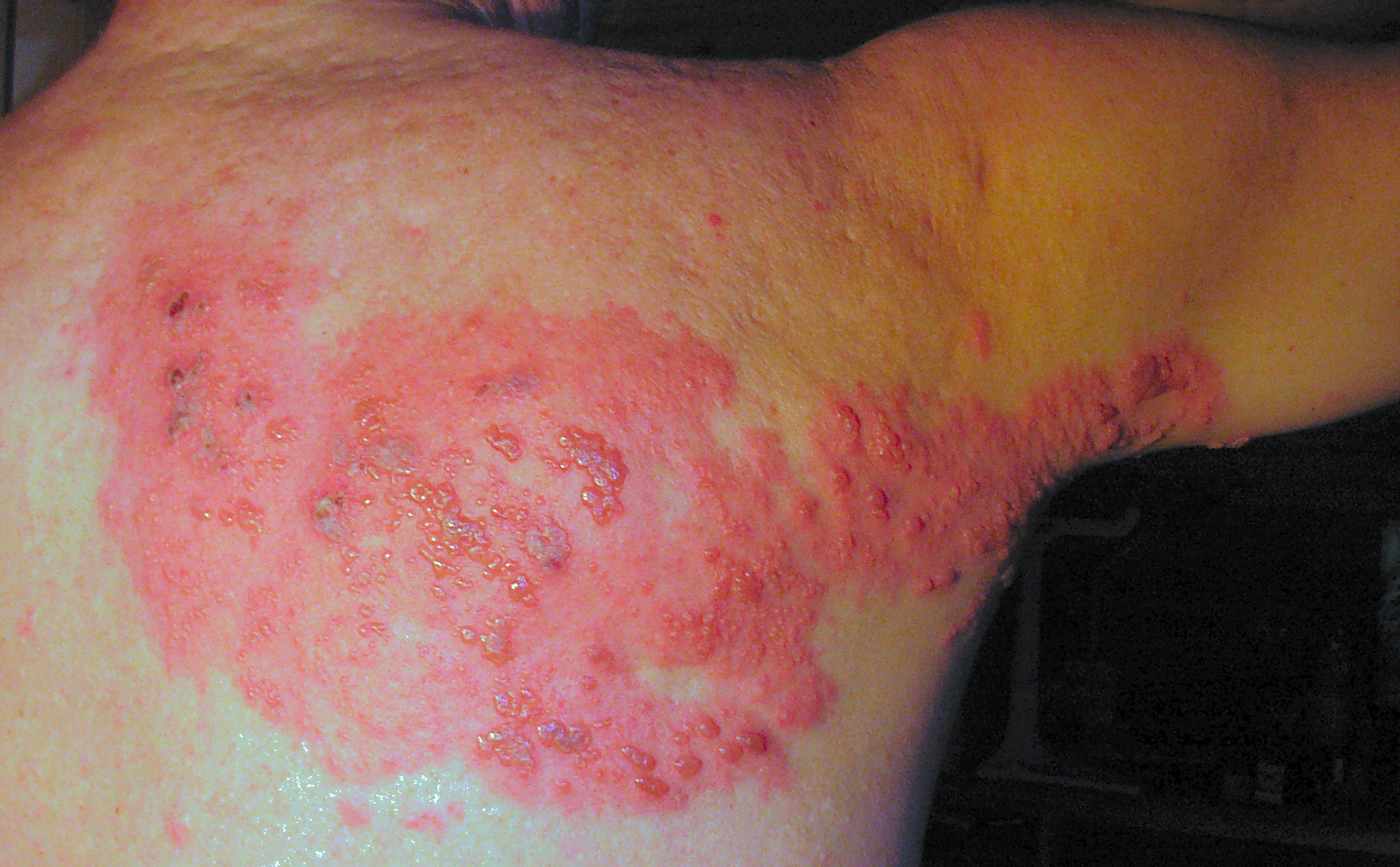
Herpes zóster, enfermedad infecciosa cuyas complicaciones pueden prevenirse con la vacuna.

La vacuna contra el zóster es una vacuna que reduce la incidencia del herpes zóster, una enfermedad causada por la reactivación del virus de la varicela zóster, que también es responsable de la varicela. El herpes zóster provoca un sarpullido doloroso con ampollas que se limitan a una zona de inervación (dermatoma) y puede seguirse de dolor crónico (como el caso de la neuralgia posherpética), así como de otras complicaciones. Las personas mayores se ven afectadas con mayor frecuencia, al igual que las personas con sistemas inmunitarios debilitados. El objetivo de la vacunación, por lo tanto, es prevenir el herpes zóster y la neuralgia posherpética.
Las personas de 60 años de edad o mayores, reducen significativamente el riesgo de desarrollar zóster y neuralgia post-herpética al vacunarse. La introducción de la vacunación frente a herpes zóster a partir de los 60 años con una cobertura del 20 % (pacientes con patología crónica). Cualquier persona con antecedentes de infección por Virus Varicela Zóster (VVZ) está en riesgo de desarrollar zóster. Prácticamente todos los adultos estuvieron en contacto con el virus de la varicela zóster durante la infancia presentan riesgo de padecer zóster por reactivación.

## Historia
La observación de que las defensas inmunitarias específicas desarrolladas después de una infección natural dan inmunidad de por vida a las reinfecciones posteriores sugirió la idea de que se podría obtener una vacuna contra el VZV. A mediados de la década de 1960, debido a los extraordinarios resultados alcanzados con las vacunas contra el poliovirus y a que la propagación de la varicela era tan grande, se inició una competencia entre estados para la producción de una vacuna. En la actualidad, todas las cepas vacunales hasta ahora se han derivado de la obtenida en 1971, en Japón, por el Dr. Michiaki Takahashi, quien fue la primera persona en el mundo en obtener una cepa viva y atenuada derivada del virus salvaje aislado del líquido vesicular de un lactante con varicela. La cepa recibió el nombre de Oka por el apellido de la familia del niño. La atenuación se obtuvo con el esquema tradicional de propagación en serie en cultivos de células no humanas. Dado que es altamente específico de especie, el VZV se replica solo en células humanas y de mono. La cepa parental de Oka, sin embargo, mostró una modesta actividad de replicación inicial en células embrionarias de cobayo. Oka se utilizó por primera vez en 1974 en una clínica japonesa para proteger con éxito a 23 niños de la transmisión de la varicela por un niño ingresado en la misma sala de pediatría. La vacuna, autorizada por la firma japonesa Biken, fue posteriormente aprobada para su uso en niños leucémicos de alto riesgo, luego para niños sanos  y finalmente fue aprobada para mayores de 12 meses. Entre las vacunas anti-VZV derivadas de Oka y comercializadas en la actualidad, las más comunes son: las vacunas monovalentes vivas atenuadas Varivax, Varilrix y Zostavax; las vacunas vivas atenuadas tetravalentes Proquad y Priorix-Tetra que también inmunizan contra el sarampión, las paperas y la rubéola.

## Tipos

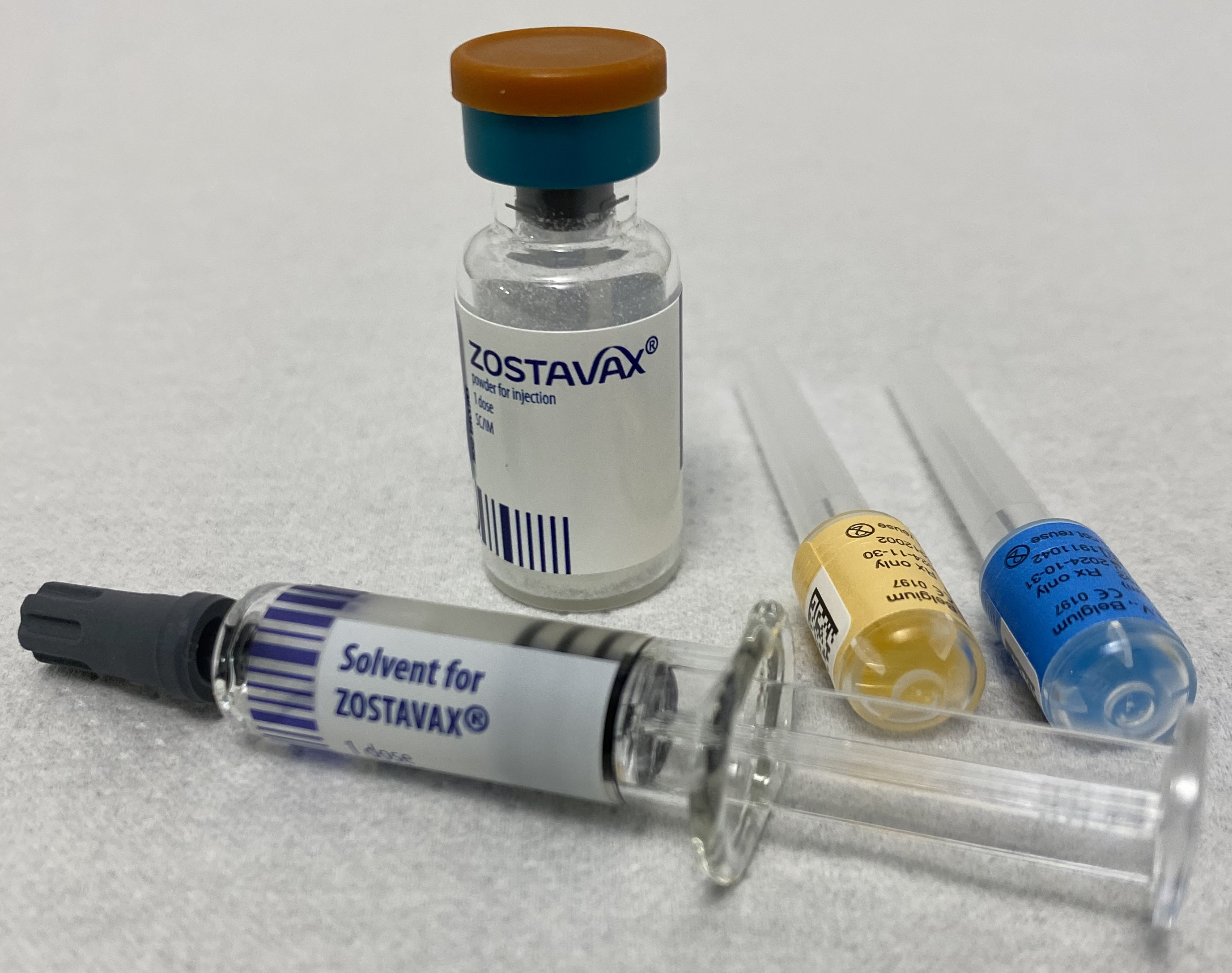
Zostavax, una de las vacunas aprobadas contra el herpes zóster.

Se han aprobado dos vacunas contra el herpes zóster para personas mayores de 50 años.
- Shingrix (GSK) es una vacuna de subunidad recombinante que se ha utilizado en muchos países desde 2017.
- Zostavax (Merck), en uso desde 2006, es una vacuna a germen atenuado que consiste en una dosis más grande del mismo virus presente en la vacuna contra la varicela.

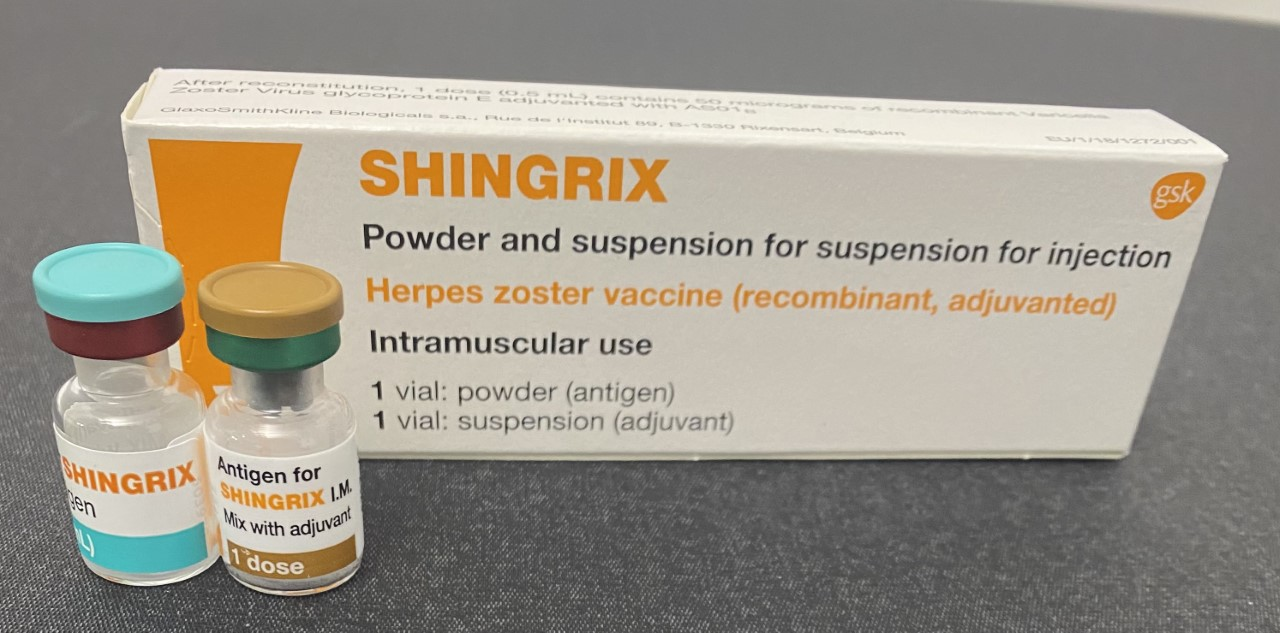
Shingrix, una de las vacunas aprobadas contra el herpes zóster.

A diferencia de Shingrix, Zostavax no es adecuado para personas con inmunosupresión o enfermedades que afectan el sistema inmunológico, ya que consiste en un virus atenuado que podría reactivarse en inmunodeprimidos, por lo que se suspendió en los Estados Unidos en noviembre de 2020.Shingrix parece prevenir más casos que Zostavax, aunque los efectos secundarios parecen ser más frecuentes.
Otras vacunas comprenden a la vacuna inactivada por calor V212 (en fase avanzada de experimentación) y algunas otras en fase de prueba preclínica.